# Moskosel
Moskosel, umesamiska Måskuossuvvane, är en ort i Arvidsjaurs kommun, vid Inlandsbanan och väg E45 ca 45 km norr om Arvidsjaur. 2015 förlorade Moskosel sin status som tätort på grund av folkmängden minskat till under 200 personer.

## Etymologi
På umesamiska heter orten Måskuosuvvane, av måskuos (= innestängd) och suvvane (=lugnt vatten i en älv, en sel). Måskuos hade i äldre samiska också betydelsen "vända". Här skulle det kunna syfta på att inloppet och utloppet ligger nära varandra.
En försvenskad variant skulle då bli "Vändsel".

## Moskosel järnvägsstation
Moskosel ligger invid Inlandsbanan och en håll-, last- och mötesplats anlades 1935. En stationsstuga med sammanbyggd godsbod samt uthus kombinerad med banmästar- och banvaktsstuga med uthus och banmästarförråd uppfördes samt en vattenstation med en fristående vattenkastare, där vattnet togs från en avlagringsbassäng i Linkosjön. Vattnet fördes via en 30 m lång trätrumma till en samlingsbrunn och pumpkällare. Därifrån pumpades vattnet genom en 165 m lång ledning till högreservoaren vid bangårdens norra ände och vidare till vattenkastaren och bostäder inom området. Stationens läge var omdiskuterat med fyra alternativ. Slutligen bestämdes anläggandet vid det västligaste.

## Näringsliv
Mest kända privata företag på orten är Tentipi AB (tidigare Moskoselkåtan AB). Ett vattenfall, Trollforsarna, finns omkring femton kilometer norr om Moskosel.

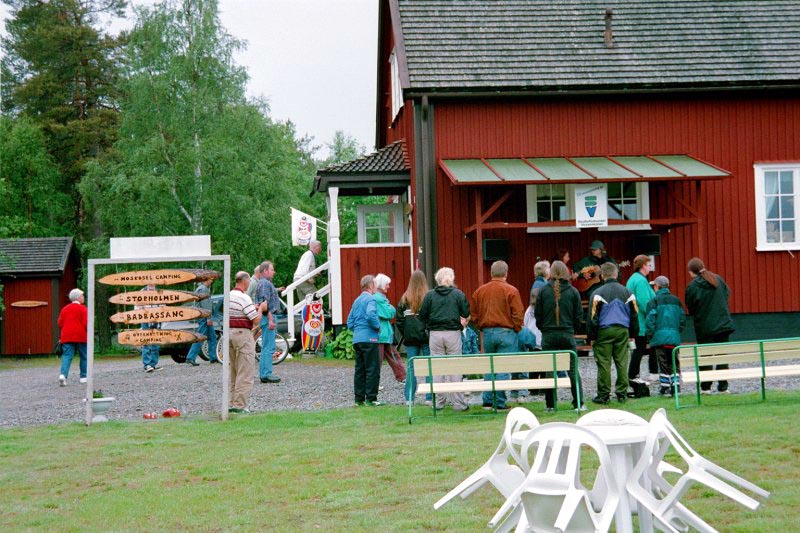
Underhållning för Inlandsbanans resenärer i Moskosel sommaren 2000.

## Politisk demografi
I valdistriktet Moskosel fick Socialdemokraterna 79,80% av rösterna vid kommunalvalet 2006. 397 personer röstade i kommunalvalet  

I valdistriktet Moskosel fick Centerpartiet 43,50% av rösterna vid kommunalvalet 2010. Socialdemokraterna fick 40,79% av rösterna i samma val.  

## Befolkningsutveckling
| Befolkningsutvecklingen i Moskosel 1950–2015                            | Befolkningsutvecklingen i Moskosel 1950–2015 | Befolkningsutvecklingen i Moskosel 1950–2015 | Befolkningsutvecklingen i Moskosel 1950–2015 | Befolkningsutvecklingen i Moskosel 1950–2015 |
| ----------------------------------------------------------------------- | -------------------------------------------- | -------------------------------------------- | -------------------------------------------- | -------------------------------------------- |
|                                                                         |                                              |                                              |                                              |                                              |
| År                                                                      |                                              |                                              | Folkmängd                                    | Areal (ha)                                   |
| 1950                                                                    | 1950                                         |                                              | 491                                          | ##                                           |
| 1960                                                                    | 1960                                         |                                              | 656                                          |                                              |
| 1965                                                                    | 1965                                         |                                              | 647                                          |                                              |
| 1970                                                                    | 1970                                         |                                              | 541                                          |                                              |
| 1975                                                                    | 1975                                         |                                              | 427                                          |                                              |
| 1980                                                                    | 1980                                         |                                              | 431                                          |                                              |
| 1990                                                                    | 1990                                         |                                              | 320                                          | 93                                           |
| 1995                                                                    | 1995                                         |                                              | 349                                          | 93                                           |
| 2000                                                                    | 2000                                         |                                              | 322                                          | 93                                           |
| 2005                                                                    | 2005                                         |                                              | 299                                          | 93                                           |
| 2010                                                                    | 2010                                         |                                              | 232                                          | 92                                           |
| 2015                                                                    | 2015                                         |                                              | 181                                          | 69                                           |
| Anm.: Ej tätort 2015. ## Som tätort/befolkningsagglomeration 1920–1950. |                                              |                                              |                                              |                                              |